# القيطع
القيطع هي منطقة تجمع قرى لبنانية في قضاء عكار في محافظة عكار. 

## بلداتها
يتوزع سكانها على البلدات التالية:
- ببنين
- وادي جاموس
- القرقف
- المحمرة
- الحوش
- جديدة القيطع
- عيون الغزلان
- برقايل
- بزال
- سفينة القيطع
- برج العرب
- قبعيت
- حرار
- حبشيت
- بيت أيوب
- القرنة
- مشمش
- فنيدق
- خربة الجرد
- شان
- الحويش
- بيت يونس
- ذوق الحبالصة
- ذوق الحصنية
- ذوق المقشرين
- بقرزلا
- ضهر حدارة
- دير دلوم
- مجدلا
- دنبو
- المباركية
- سيسوق
- قلود الباقية
- مارتوما.

## وصلات خارجية
- مركز المعلوماتية للتنمية المحلية (لوكاليبان)